# Kreis Mórahalom
Der Kreis Mórahalom (ungarisch Mórahalmi járás) ist ein Kreis im Südwesten des südungarischen Komitats Csongrád-Csanád. Er grenzt im Norden und Westen an das Komitat Bács-Kiskun und im Süden an Serbien (2 Grenzgemeinden).

## Geschichte
Der Kreis ging während der ungarischen Verwaltungsreform Anfang 2013 als Nachfolger aus dem aufgelösten gleichnamigen Kleingebiet (Mórahalomi kistérség) mit 9 Gemeinden hervor. Zusätzlich erhielt der Kreis eine Gemeinde vom ebenfalls Ende 2012 aufgelösten Kleingebiet Szeged.

## Gemeindeübersicht
Der Kreis Mórahalom hat eine durchschnittliche Gemeindegröße von 2.866 Einwohnern auf einer Fläche von 56,17 Quadratkilometern. Die Bevölkerungsdichte des drittbevölkerungsärmsten Kreises liegt unter der des Komitats. Verwaltungssitz ist die größte Stadt, Mórahalom, im Südosten des Kreises gelegen.
| Gemeinde        | Status       | Herkunft Kleingebiet | Einwohnerzahl | Einwohnerzahl | Einwohnerzahl | Fläche     | Bevölkerungs- dichte (Ew./km²) |
| Gemeinde        | Status       | Herkunft Kleingebiet | 01.10.2011    | 01.01.2013    | 01.01.2016    | 01.01.2016 | Bevölkerungs- dichte (Ew./km²) |
| --------------- | ------------ | -------------------- | ------------- | ------------- | ------------- | ---------- | ------------------------------ |
| Ásotthalom *    | Großgemeinde | Mórahalom            | 4.122         | 3.841         | 3.895         | 122,54     | 31,8                           |
| Bordány         | Großgemeinde | Mórahalom            | 3.230         | 3.258         | 3.283         | 36,48      | 90,0                           |
| Forráskút       | Gemeinde     | Mórahalom            | 2.287         | 2.315         | 2.252         | 36,67      | 61,4                           |
| Mórahalom *     | Stadt        | Mórahalom            | 5.804         | 5.822         | 6.017         | 83,14      | 72,4                           |
| Öttömös         | Gemeinde     | Mórahalom            | 699           | 710           | 705           | 30,91      | 22,8                           |
| Pusztamérges    | Gemeinde     | Mórahalom            | 1.212         | 1.187         | 1.073         | 24,39      | 44,0                           |
| Ruzsa           | Gemeinde     | Mórahalom            | 2.480         | 2.485         | 2.440         | 84,68      | 28,8                           |
| Üllés           | Großgemeinde | Mórahalom            | 3.046         | 3.062         | 2.960         | 49,93      | 59,3                           |
| Zákányszék      | Gemeinde     | Mórahalom            | 2.744         | 2.697         | 2.730         | 66,07      | 41,3                           |
| Zsombó          | Großgemeinde | Szeged               | 3.362         | 3.364         | 3.301         | 26,89      | 122,8                          |
| Kreis Mórahalom |              |                      | 28.986        | 28.741        | 28.656        | 561,70     | 51,0                           |

- Grenzgemeinde zu Serbien